# Covariance des turbulences

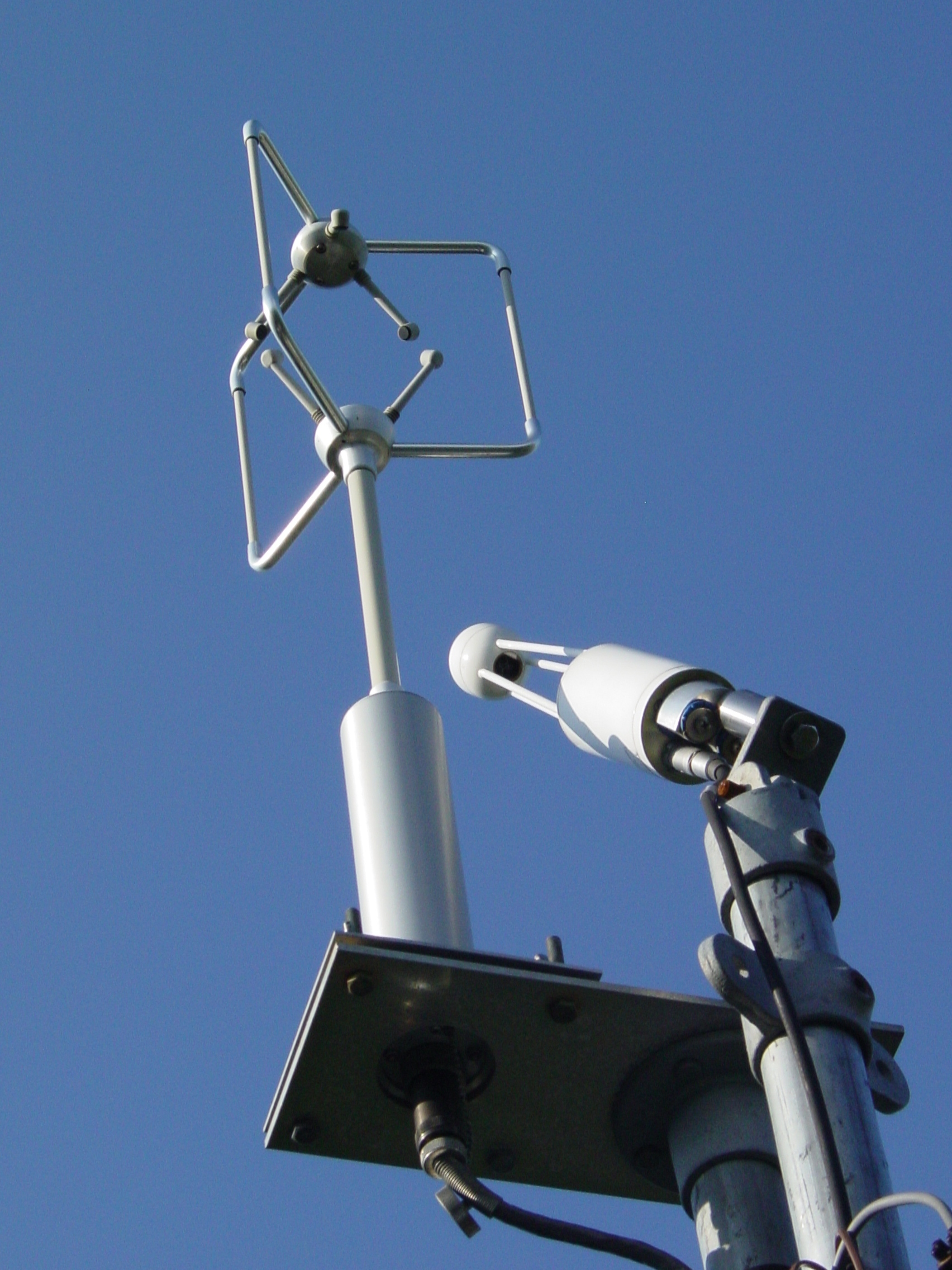
Système de covariance des turbulences constitué d'un anémomètre à ultrasons et d'un analyseur de gaz à rayons infrarouges (infrared gas analyser, IRGA).

La covariance des turbulences, corrélation des turbulences ou flux des turbulences sert à mesurer et à calculer les flux turbulents verticaux à l'intérieur des couches limites de l'atmosphère. La méthode analyse des jeux de données à hautes fréquences de vent et de valeurs scalaires, et produit les flux de ses propriétés. C'est une méthode statistique utilisée en météorologie et autres domaines (micrométéorologie, océanographie, hydrologie, sciences de l'agriculture, applications industrielles et régulatrices, etc.) afin de déterminer les taux d'échange de gaz rares entre écosystèmes naturels et exploitations agricoles, ainsi que les taux d'émission d'autres étendues de terrains ou d'eau. Les flux fréquemment estimés sont la quantité de mouvement, la densité de flux thermique, la vapeur d'eau, le dioxyde de carbone et le méthane,,,,.
La technique est aussi utilisée pour la vérification et l'ajustement de modèles climatologiques globaux, de modèles météorologiques à échelle moyenne, des modèles biogéochimiques et écologiques et d'estimation de la télédétection à partir de satellites ou d'avions. Les réseaux de mesure, par exemple FluxNet (en), Ameriflux, ICOS, CarboEurope, Fluxnet Canada, OzFlux, NEON et iLEAPS, ont en projet l'unification de la terminologie et de la méthodologie.

## Principe

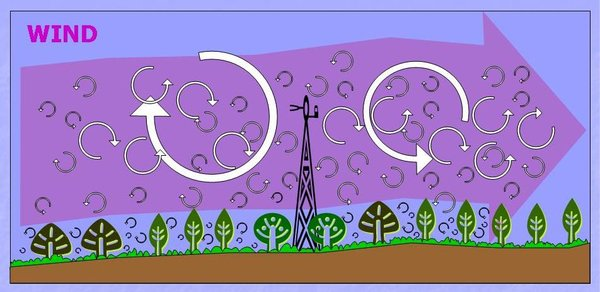
Environnement turbulent de la couche limite planétaire.

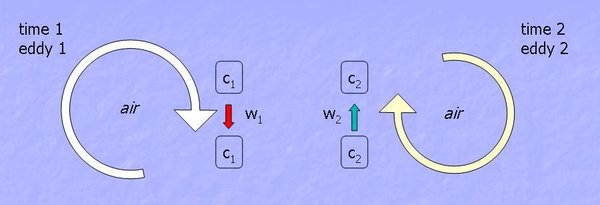
Décomposition du mouvement.

Le flux d'air peut être imaginé comme un flux horizontal de nombreux tourbillons en rotation. Ceux-ci sont turbulents, de différentes tailles, et chacun a des composantes horizontales et verticales. La situation semble chaotique, mais le mouvement vertical des composants peut être mesuré à partir d'instruments dans la tour de l'image de gauche.
À un point sur la tour au temps 1, le tourbillon 1 de la figure de droite se déplace en C1 vers le bas à la vitesse w1. Au temps 2, le tourbillon s'est déplacé vers la droite et le mouvement de C2 est vers le haut à la vitesse w2. Chaque parcelle d'air a une concentration de gaz, une pression, une température et une humidité distinctes. Si ces facteurs, ainsi que le débit, sont connus, il est possible de déterminer le flux. Ainsi, le flux vertical peut être présenté comme une covariance de la vitesse verticale du vent et de la concentration de l'entité d'intérêt.

## Autres sources
- Burba, G., 2013. Eddy Covariance Method for Scientific, Industrial, Agricultural and Regulatory Applications: a Field Book on Measuring Ecosystem Gas Exchange and Areal Emission Rates. LI-COR Biosciences, Lincoln, USA, 331 pp.
- Aubinet, M., T. Vesala, D. Papale (Eds.), 2012. Eddy Covariance: A Practical Guide to Measurement and Data Analysis. Springer Atmospheric Sciences, Springer Verlag, 438 pp.
- Foken, T., 2008. Micrometeorology, Springer-Verlag, Berlin, Germany, 308 pp.
- Lee, X., W. Massman, and B. Law, 2004. Handbook of Micrometeorology. Kluwer Academic Publishers, The Netherlands, 250 pp.
- Rosenberg, N. J., B. L. Blad, and S. B. Verma, 1983. Microclimate: The Biological Environment, Wiley-Interscience, 580 pp.